# Ruellia oaxacana
Ruellia oaxacana är en akantusväxtart som beskrevs av Emery Clarence Leonard. Ruellia oaxacana ingår i släktet Ruellia och familjen akantusväxter. Inga underarter finns listade i Catalogue of Life.